# 蔷薇水

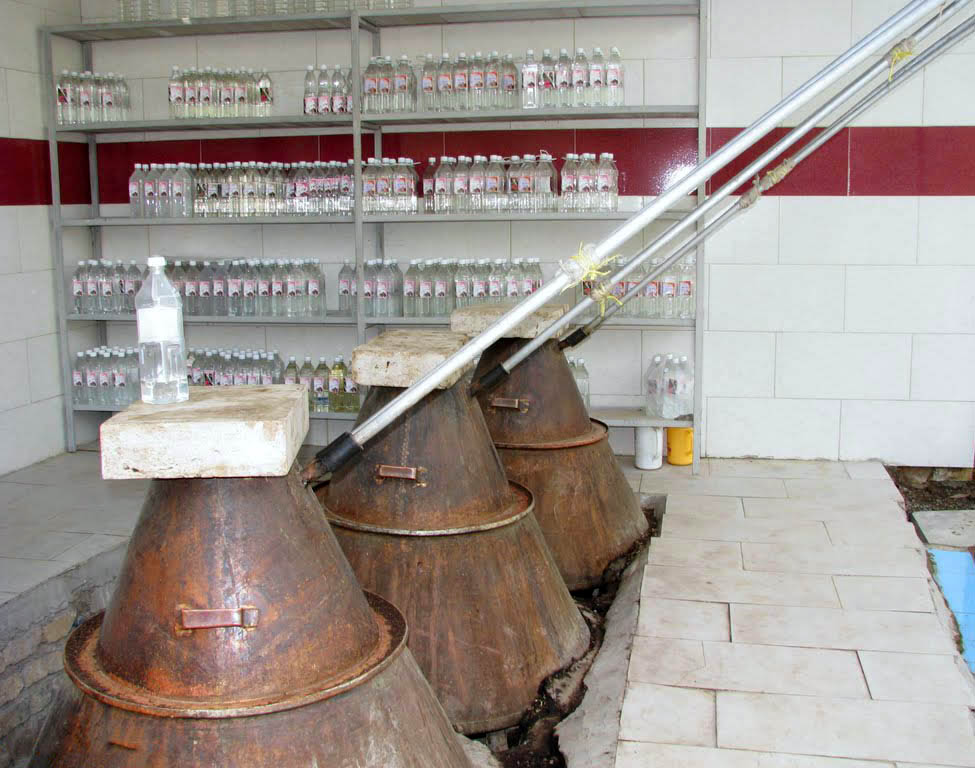
伊朗的一个小型蔷薇水工厂

蔷薇水（英語：rose water）是蒸馏某些蔷薇属植物的花瓣而得到的純露，也叫蔷薇露、蔷薇纯露、酴醿露、酴醿香露、大食水、古剌水（羅馬化：golāb；有時訛作古刺水）、古喇水。蔷薇水除了水溶性成分，也含有少量蔷薇精油。
蔷薇水大多提取自突厥蔷薇，主要产区是中东和保加利亚。其他用于提取蔷薇水的物种包括玫瑰、法国蔷薇、百叶蔷薇等。从玫瑰及其杂交品种的花瓣中提取的蔷薇水称为玫瑰露、玫瑰纯露、玫瑰水，主要产于中国山东平阴、甘肃永登、北京妙峰山、河北围场等地。
在中东及南亚国家，蔷薇水普遍被用作调味品供人食用。在马来西亚，蔷薇水是饮料玫瑰奶露的重要成分。除了食用，蔷薇水也作为香水使用，也可用于制作护肤品、化妆品。

## 中国古籍记载
南唐張泌《妝樓記》：“周顯德五年，昆明國獻薔薇水十五瓶，云得自西域。以灑衣，衣敝而香不滅。”
北宋樂史《太平寰宇記》卷一百七十九：“占城國，周朝通焉。顯德五年其王釋利因得漫遣其臣蒲訶散等來貢方物，中有灑衣薔薇水一十五琉璃瓶，言出自西域。凡鮮華之衣以此水灑之則不黦而馥，郁烈之香連歲不歇。”
宋朝蔡絛《鐵圍山叢談》卷五：“舊說薔薇水乃外國采薔薇花上露水，殆不然。實用白金為甑，採薔薇花蒸氣成水，則屢採屢蒸，積而為香，此所以不敗。但異域薔薇花氣馨烈非常，故大食國薔薇水雖貯琉璃缶中，蠟密封其外，然香猶透徹，聞數十步；灑著人衣袂，經十數日不歇也。”
南宋周去非《嶺外代答》卷三《外國門下·大食諸國》：“有麻離拔國……此國產乳香、龍涎、真珠……薔薇水等貨，皆大食諸國至此博易。……有眉路骨惇國……所謂鮫綃、薔薇水、梔子花、摩娑石、硼砂，皆其所產也。”
南宋趙汝《諸蕃志·三佛齊國》：“外有真珠、乳香、薔薇水……等，皆大食諸蕃所產，萃於本國。”《諸蕃志·薔薇水》“薔薇水，大食國花露也。五代時番使蒲謌散以十五缾效貢，厥後罕有至者。今多採花浸水，蒸取其液以代焉。其水多偽雜，以琉璃缾試之，翻搖數四，其泡周上下者為真。其花與中國薔薇不同。”
明朝陳誠《西域番國志·薔薇露之說》：“薔薇水，觀《廣記》云：‘大食國之花露也，五代時藩使蒲河散以十五瓶效貢。’此說似奇，豈有花露可得十五瓶哉！予於丁酉夏四月初復至哈烈，值薔薇盛開，富家巨室植皆塞道。花色鮮紅，香氣甚重，採置几席，其香稍衰則收拾頓罏甑間，如作燒酒之制，蒸出花汁，滴下成水，以甆甌貯之，故可多得。以浥酒漿，以灑衣服，香氣經久不散，故凡合香品，得此最為奇妙也。”
明朝鞏珍《西洋番國志·祖法兒國》：“男子長幼皆沐浴，以薔薇露或沉香油塗擦體面，始著新潔衣服。”《西洋番國志·天方國》：“再行半日到天堂禮拜寺，堂番名愷阿白，其週如城……牆壁皆以薔薇露、龍涎香和土為之。”
明清左懋第《詠古剌水》：“瓶中古剌水，製自文皇年。……再拜嚐此水，含之不忍咽。”
清朝趙學敏《本草綱目拾遺》：“玫瑰露，玫瑰花蒸取。氣香而味淡，能和血，平肝養胃，寬胸散鬱，點酒服。”